# Меньер, Проспер
Проспе́р Менье́р (фр. Prosper Menière; 18 июня 1799, Анже, Франция — 7 февраля 1862, Париж) — французский врач-отоларинголог. Работая в парижском Институте глухонемоты, выдвинул гипотезу, что головокружения могут быть связаны с патологиями внутреннего уха. При жизни признания не получил, однако впоследствии описанный им синдром был назван, по его имени, болезнью Меньера.

## Биография
Проспер Меньер родился в 1799 году в Анже, в семье зажиточного торговца. С детства интересовался ботаникой и в подростковом возрасте стал членом местного линнеевского общества. Этот интерес он сохранял на протяжении всей жизни и впоследствии стал вице-президентом линнеевского общества Анже и вице-президентом Ботанического общества Франции.
Меньер начал изучать медицину в Анже, а в 1819 году продолжил обучение в Париже. Его выдающиеся успехи в учёбе были отмечены рядом наград. В 1828 году он получил докторскую степень и был назначен ассистентом Гийома Дюпюитрена в Отель-Дьё. В 1834 году возглавил клинику Огюста-Франсуа Шомеля. В 1835 году Меньер участвовал в борьбе с эпидемией холеры в департаментах Од и Верхняя Гаронна, за что был награждён орденом Почётного легиона.
В 1838 году Меньер был назначен директором Института глухонемоты в Париже, где начал вести исследования, благодаря которым получил известность. Его интересовали строение слухового аппарата, методики обучения глухонемых, причины врождённой глухонемоты. В 1861 году Меньер представил в Парижской медицинской академии доклад «Об особом виде тяжёлой глухоты в результате поражения внутреннего уха». Он описал комплекс симптомов, выражающихся в эпизодической глухоте, шуме в ушах и головокружениях, и предположил, что причина может заключаться в патологиях внутреннего уха, в частности, полукружных каналов. До Меньера считалось, что головокружения непременно связаны с мозгом и происходят, в частности, из-за того, что сосуды в мозгу переполняются кровью. В качестве лечения назначались кровопускания, пиявки и пр., которые могли не только оказаться неэффективными, но и нанести дополнительный вред больному. В своих последующих работах Меньер продолжал отстаивать свою гипотезу, однако признания при жизни не получил, в том числе потому, что о роли внутреннего уха как органа равновесия тогда ещё не было известно. Лишь в 1863 году Симон Дюпле процитировал его работы, а в 1872 году он же предложил назвать соответствующий синдром в честь Проспера Меньера. Ныне эта патология известна как «болезнь Меньера». Её симптомы — головокружения, тошнота, нарушения равновесия. В 1990 году группа врачей предположила, что именно этой болезнью (а не эпилепсией, как гласил его диагноз) страдал Винсент Ван Гог.
Проспер Меньер был одарённой и разносторонней личностью; помимо медицины и ботаники, он интересовался археологией и классической латинской и греческой поэзией. В числе его друзей были Виктор Гюго, Оноре Бальзак и театральный критик Жюль Жанен. Возможно, Меньер послужил прототипом молодого врача Ораса Бьяншона в «Шагреневой коже».
С 1838 года Меньер был женат на Полине Беккерель, дочери Антуана Беккереля и тёте Анри Беккереля. Их сын Эмиль стал, как и отец, отологом и впоследствии занял его должность в Институте глухонемоты.
Проспер Меньер умер 7 февраля 1862 года в Париже от пневмонии.